# اتحادیه فوتبال هسن
اتحادیه فوتبال هسن (آلمانی: Hessischer Fußball-Verband)، به اختصار HFV یکی از ۲۱ اتحادیه منطقه‌ای فدراسیون فوتبال آلمان است که ایالت هسن تحت پوشش آن قرار دارد.
اتحادیه فوتبال هسن همچنین یکی از اعضای اتحادیه فوتبال جنوب آلمان (آلمانی: Süddeutscher Fußball-Verband)، SFV، یکی از پنج اتحادیه بزرگ منطقه‌ای در آلمان است. از دیگر زیرشاخه‌های SFV، بادن، وورتمبرگ، بادن جنوبی و بایرن هستند. اتحادیه فوتبال جنوب آلمان "SFV" بزرگترین در میان پنج اتحادیه منطقه‌ای است که در مونیخ مستقر است.

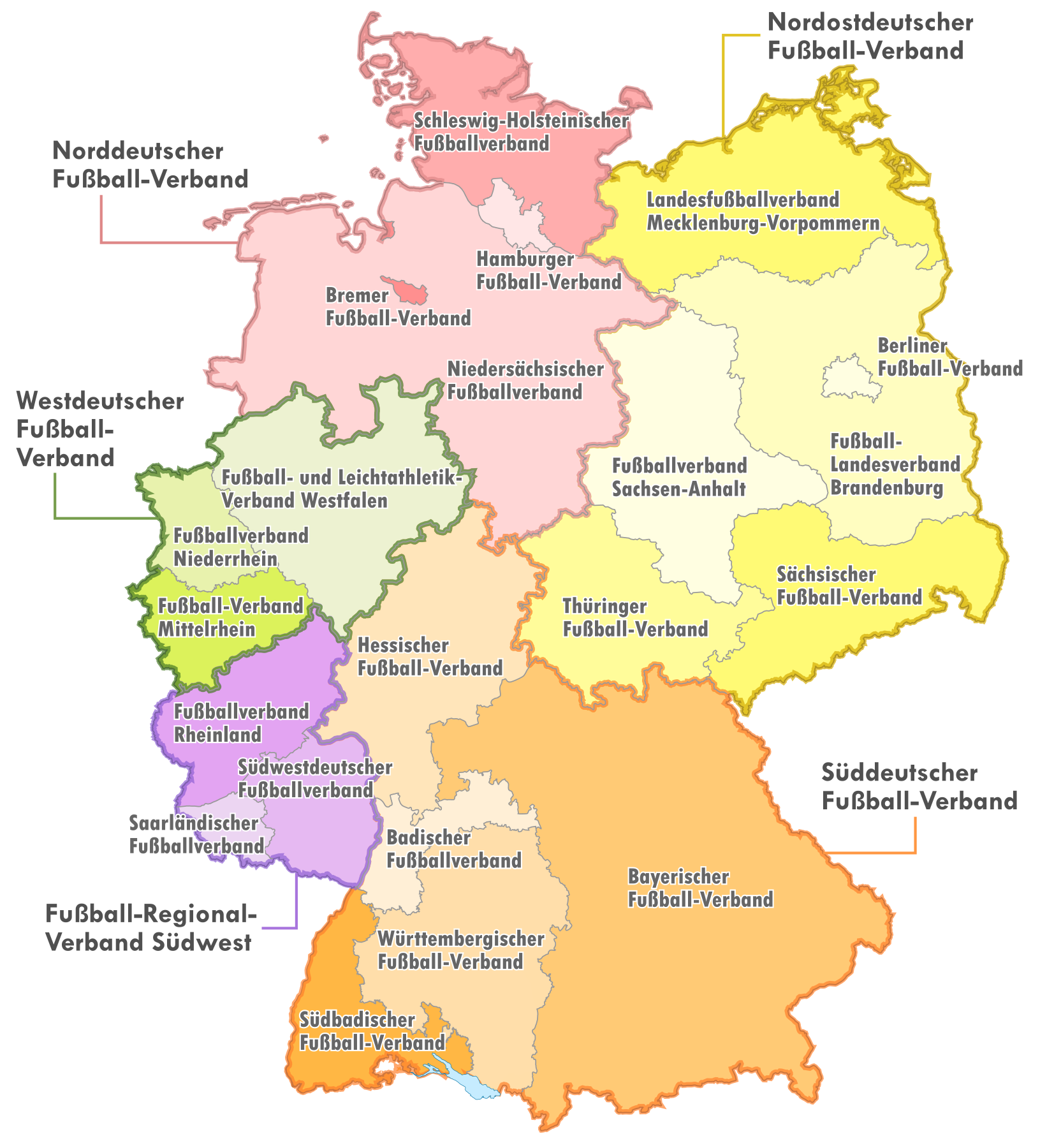
پنج اتحادیه‌ی منطقه‌ای و ۲۱ اتحادیه‌ی ایالتی فدراسیون فوتبال آلمان

## شمار اعضا
HFV براساس آخرین آمار تا سال ۲۰۱۹، ۵۲۷٫۳۸۷ عضو، ۲٫۱۱۱ باشگاه و ۱۰٫۴۴۶ تیم در نظام لیگ خود جا داده، و پس از بایرن، وستفالن، نیدرزاکسن و وورتمبرگ پنجمین اتحادیه بزرگ در میان ۲۱ اتحادیه ایالتی فدراسیون فوتبال آلمان است.